# 小行星19582
小行星19582（19582 Blow）是一颗绕太阳运转的小行星，为主小行星带小行星。该小行星于1999年7月13日发现。

## 轨道参数
小行星19582的轨道半长轴为2.5933811 UA，离心率为0.047。